# Ludvíkov
Ludvíkov es una localidad del distrito de Bruntál en la región de Moravia-Silesia, República Checa, con una población estimada a principio del año 2018 de 281 habitantes. 
Se encuentra ubicada al oeste de la región, en los Sudetes orientales, cerca de la frontera con Polonia y la región de Olomouc.

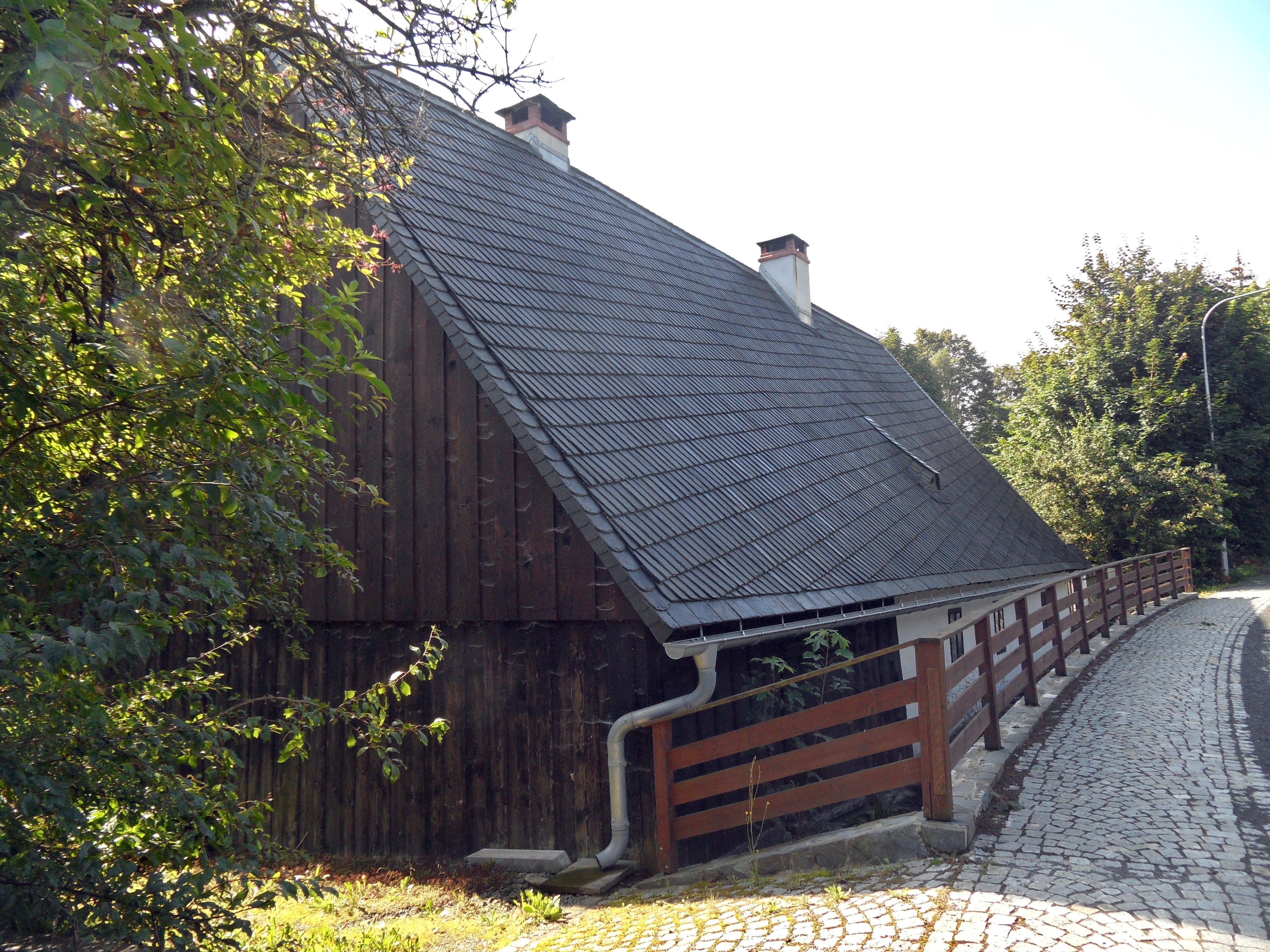
Arquitectura tradicional: Edificio nº 30
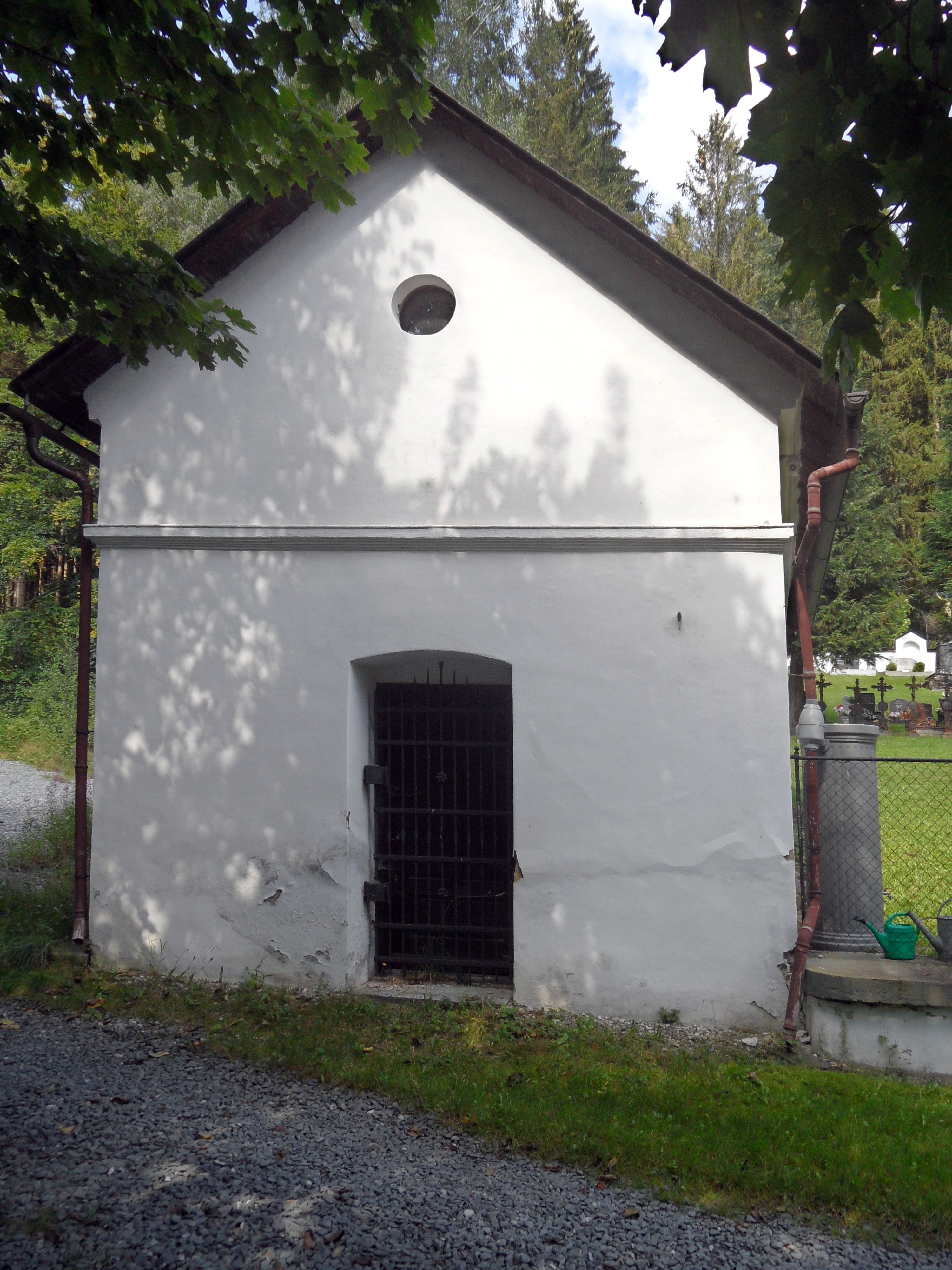
Cementerio de Ludvíkov
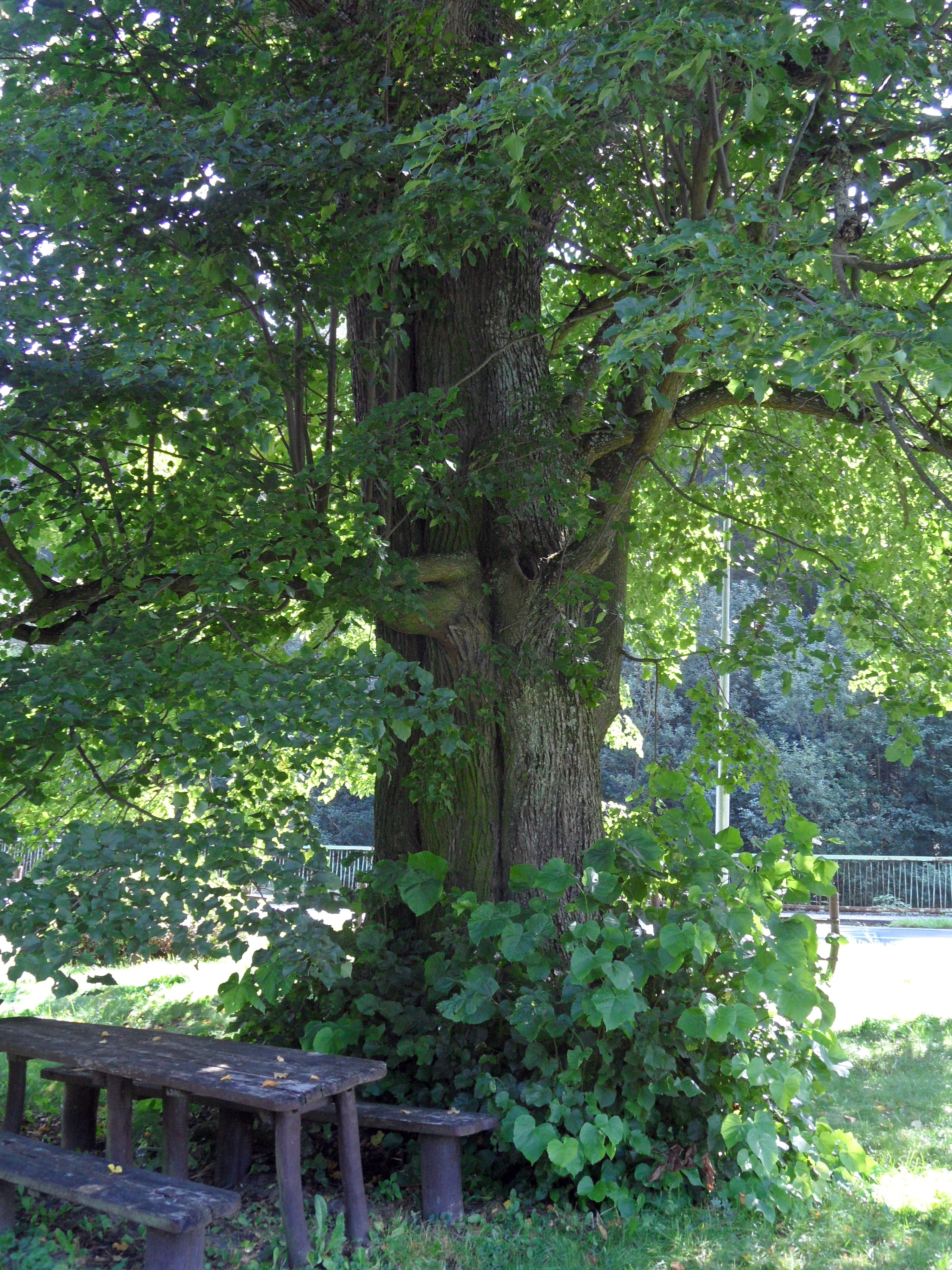
Arbóreo de interés patrimonial (Tilia × vulgaris)